# Admissor aculeatus
Admissor
Genre
Espèce
Admissor aculeatus, unique représentant du genre Admissor, est une espèce fossile d'araignées aranéomorphes de la famille des Zodariidae.

## Distribution
Cette espèce a été découverte dans de l'ambre de la mer Baltique. Elle date du Paléogène.

## Publication originale
- (en) Petrunkevitch, 1942 : A study of amber spiders. Transactions of the Connecticut Academy of Arts and Sciences, vol. 34, p. 119–464.